# Getuli
I Getuli (in latino: Gaetuli) erano un'antica popolazione nomade del Nordafrica, molto probabilmente berbera, che abitava le regioni interne predesertiche e desertiche degli attuali Algeria e Marocco. Essi confinavano a nord con la Numidia e la Mauretania e ad est con i territori dei Garamanti.

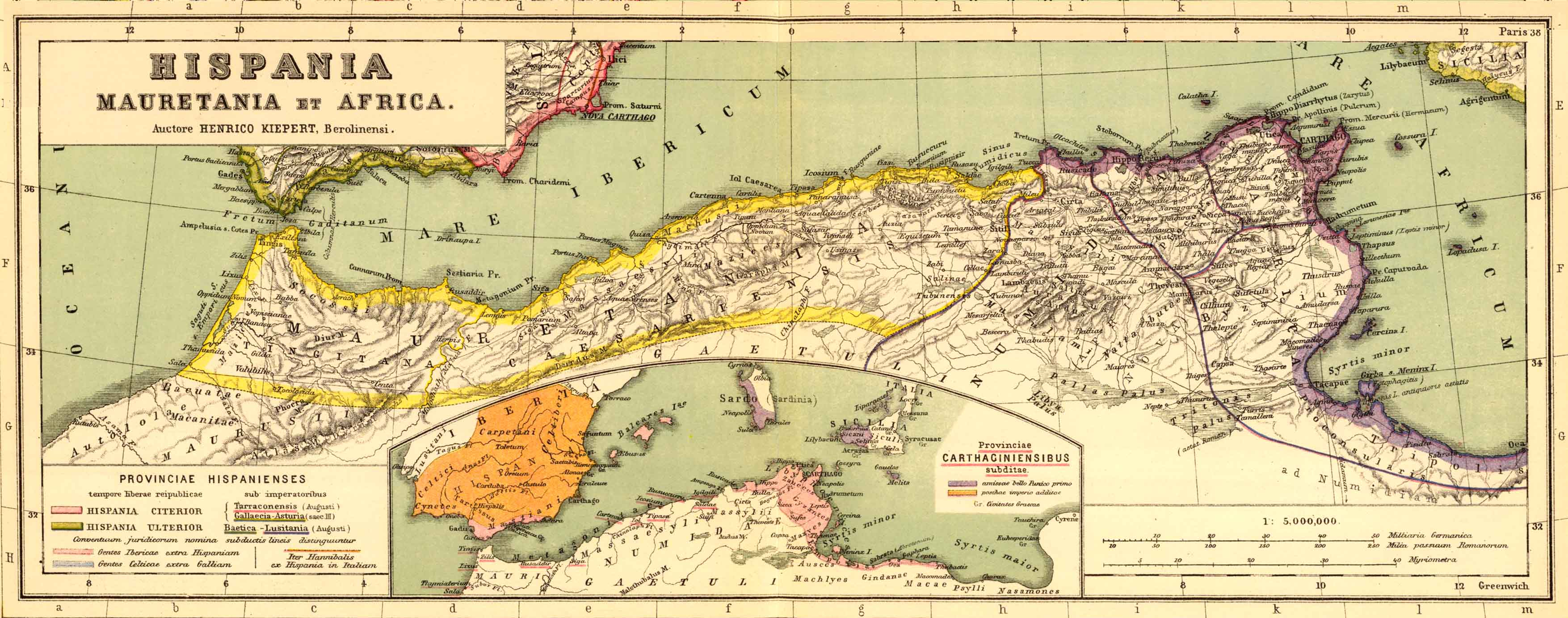
Le provincie di Mauretania e Numidia, con i territori meridionali di Mauri, Getuli e Musulami.

Troviamo infatti il nome dei Getuli utilizzato dagli scrittori romani per riferirsi alle tribù nomadi che popolavano un vasto territorio nordafricano che spaziava dalle pendici meridionali del Mons Aurasius (il massiccio dell'Aurès, nell'odierna Algeria orientale) e della catena dell'Atlante fino al litorale marocchino sull'Oceano Atlantico, oltreché le oasi sparse della parte settentrionale del Sahara. Essi erano sempre ben distinti dagli Africani neri delle regioni subsahariane, e quasi certamente appartenevano alla stessa popolazione berbera che costituiva la base degli abitanti della Numidia e della Mauretania. È possibile che le tribù  che oggi si trovano su quei territori siano dello stesso gruppo etnico e mantengano le stesse abitudini nomadiche; ed è anche possibile che in alcuni luoghi essi mantengano tuttora il nome dei loro antenati Getuli (a detta di Vivien-St.-Martin, Le Nord de l'Afrique, 1863). A commistioni con le popolazioni nere sub-sahariane sembra rimandare l'accenno di Tolomeo ai Melanogaetuli (IV. 6. 5.). Erano rinomati per l'allevamento dei cavalli, e secondo Strabone avrebbero avuto 100.000 puledri in un solo anno. Vestivano di pelli, vivevano di carne e di latte e il solo prodotto artigianale connesso col loro nome era un colorante color porpora che divenne di moda a partire dall'epoca di Augusto, e veniva prodotta dalla conchiglia purpurea Murex brandaris  che si trova sulla costa sia della Sirte sia dell'Atlantico. La tintura nell'antica Roma (in inglese)

## Storia
Probabilmente i primi riferimenti ai Getuli sono i cenni fatti da Polibio nella relazione del viaggio di esplorazione da lui compiuto sulle coste dell'Atlantico nel 146 a.C. Successivamente ne fa menzione Sallustio nel Bellum Jugurthinum, che osserva come essi non conoscessero nemmeno il nome di Roma. Essi combatterono insieme a Giugurta contro l'Urbe. Ma quando se ne sente parlare di nuovo, essi sono alleati di Giulio Cesare contro Giuba I di Numidia. (Bell. Afr. 32). Nel 25 a.C. sembra che Augusto abbia concesso parte della Getulia a Giuba II, insieme al regno della Mauretania, senza dubbio allo scopo di controllare quelle tribù turbolente. Ma i Getuli si sollevarono e uccisero i residenti romani, e si sottomisero al re numida solo dopo una grave sconfitta inflitta loro nel 6 d.C. da Cosso Cornelio Lentulo (che in seguito a ciò acquisì l'epiteto di  Getulico). Dopo che la Mauretania divenne una provincia romana nel 40 d.C., i governatori romani effettuarono frequenti spedizioni nei territori meridionali occupati dai Getuli, e sembra che il punto di vista ufficiale fosse quello espresso da Plinio (v. 4. 30), il quale afferma che tutta la Getulia fino al fiume Niger e alla frontiera con gli "Etiopi" era considerata soggetta all'Impero. Non è chiaro fino a che punto questa opinione corrispondesse alla realtà dei fatti; si possiedono però delle iscrizioni che provano che combattenti getuli furono reclutati come truppe ausiliarie dell'impero e si può pensare che il paese fosse passato nella sfera di influenza dei Romani, anche se è ben difficile che abbia avuto anche pieno accesso alla civiltà latina. Un accenno ai Getuli lo troviamo nel V libro dell'Eneide al verso 51.